# Alessandro Bianchi (calciatore 1966)
Alessandro Bianchi (Cervia, 7 aprile 1966) è un ex calciatore italiano, di ruolo centrocampista.

## Caratteristiche tecniche
(Arrigo Sacchi, 1992)
Rapido e dotato di buona tecnica, era un esterno destro di centrocampo, capace di servire con precisione i compagni senza trascurare i ripiegamenti difensivi.

## Carriera

### Club
Primi calci a Pinarella e a Cervia, a 13 anni approda nei Giovanissimi del Cesena. Coi bianconeri fa tutta la trafila del settore giovanile, fino alla Primavera, con la quale nel 1986 vince il campionato, allenato da Paolo Ammoniaci.
La sua carriera sarà tutta a Cesena, squadra con la quale esordì e alla quale passò prima di abbandonare l'attività agonistica, e all'Inter (che lo acquistò per 4,5 miliardi di lire): fu l'ala titolare nel 1988-89, anno dello "scudetto dei record", al quale contribuì con ottime prestazioni. In nerazzurro vinse anche una Supercoppa italiana (1989) e due Coppe UEFA (1990-91 e 1993-94), risultando decisivo per la conquista della prima: suo il gol qualificazione nella gara di ritorno dei sedicesimi con l'Aston Villa. Durante le ultime annate in nerazzurro il suo rendimento fu condizionato da una serie di infortuni.
Terminate la carriera professionistica, nel 2010 giocò nel Cervia Over-35 come centrocampista, mentre nel 2012-13 disputò il campionato umbro di Seconda Categoria con l'Eugubina.

### Nazionale
Esordì in nazionale il 19 febbraio 1992, a Cesena, nel corso di una gara amichevole contro il San Marino. Disputò complessivamente nove partite, tutte durante la gestione di Arrigo Sacchi, prendendo parte anche a tre gare di qualificazione al campionato del mondo 1994, prima che un grave infortunio muscolare, patito nella stagione 1992-93, segnasse irrimediabilmente la sua carriera.

## Statistiche

### Cronologia presenze e reti in nazionale
| Cronologia completa delle presenze e delle reti in nazionale ― Italia | Cronologia completa delle presenze e delle reti in nazionale ― Italia | Cronologia completa delle presenze e delle reti in nazionale ― Italia | Cronologia completa delle presenze e delle reti in nazionale ― Italia | Cronologia completa delle presenze e delle reti in nazionale ― Italia | Cronologia completa delle presenze e delle reti in nazionale ― Italia | Cronologia completa delle presenze e delle reti in nazionale ― Italia | Cronologia completa delle presenze e delle reti in nazionale ― Italia |
| Data                                                                  | Città                                                                 | In casa                                                               | Risultato                                                             | Ospiti                                                                | Competizione                                                          | Reti                                                                  | Note                                                                  |
| --------------------------------------------------------------------- | --------------------------------------------------------------------- | --------------------------------------------------------------------- | --------------------------------------------------------------------- | --------------------------------------------------------------------- | --------------------------------------------------------------------- | --------------------------------------------------------------------- | --------------------------------------------------------------------- |
| 19-2-1992                                                             | Cesena                                                                | Italia                                                                | 4 – 0                                                                 | San Marino                                                            | Amichevole                                                            | -                                                                     | 46’                                                                   |
| 25-3-1992                                                             | Torino                                                                | Italia                                                                | 1 – 0                                                                 | Germania                                                              | Amichevole                                                            | -                                                                     | 80’                                                                   |
| 31-5-1992                                                             | New Haven                                                             | Italia                                                                | 0 – 0                                                                 | Portogallo                                                            | U.S. Cup 1992                                                         | -                                                                     | 81’                                                                   |
| 4-6-1992                                                              | Boston                                                                | Italia                                                                | 2 – 0                                                                 | Irlanda                                                               | U.S. Cup 1992                                                         | -                                                                     | 73’                                                                   |
| 6-6-1992                                                              | Chicago                                                               | Stati Uniti                                                           | 1 – 1                                                                 | Italia                                                                | U.S. Cup 1992                                                         | -                                                                     | 74’                                                                   |
| 14-10-1992                                                            | Cagliari                                                              | Italia                                                                | 2 – 2                                                                 | Svizzera                                                              | Qual. Mondiali 1994                                                   | -                                                                     | 41’                                                                   |
| 18-11-1992                                                            | Glasgow                                                               | Scozia                                                                | 0 – 0                                                                 | Italia                                                                | Qual. Mondiali 1994                                                   | -                                                                     |                                                                       |
| 19-12-1992                                                            | La Valletta                                                           | Malta                                                                 | 1 – 2                                                                 | Italia                                                                | Qual. Mondiali 1994                                                   | -                                                                     | 46’                                                                   |
| 20-1-1993                                                             | Firenze                                                               | Italia                                                                | 2 – 0                                                                 | Messico                                                               | Amichevole                                                            | -                                                                     | 74’                                                                   |
| Totale                                                                |                                                                       | Presenze                                                              | 9                                                                     |                                                                       | Reti                                                                  | 0                                                                     |                                                                       |

## Palmarès

### Club

#### Competizioni nazionali
- Campionato italiano: 1

Inter: 1988-1989
- Supercoppa italiana: 1

Inter: 1989
- Serie C1: 1

Cesena: 1997-1998 (girone A)

#### Competizioni internazionali
- Coppa UEFA: 2

Inter: 1990-1991, 1993-1994